# Halowe Mistrzostwa Świata w Lekkoatletyce 1993 – bieg na 400 m kobiet
Bieg na 400 m kobiet – jedna z konkurencji rozgrywanych podczas halowych mistrzostw świata w lekkoatletyce w 1993. Eliminacje odbyły się 12 marca, a finał został rozegrany 14 marca.
Do eliminacji zgłoszonych zostało 13 zawodniczek z 10 państw.
Zawody w tej konkurencji wygrała reprezentantka Jamajki Sandie Richards. Drugą pozycję zajęła zawodniczka z Rosji Tatjana Aleksiejewa, trzecią zaś reprezentująca Stany Zjednoczone Jearl Miles.

## Wyniki

### Eliminacje
Źródło: 
Bieg 1
| Miejsce | Zawodniczka     | Państwo           | Wynik | Uwagi |
| ------- | --------------- | ----------------- | ----- | ----- |
| 1.      | Renée Poetschka | Australia         | 52,70 |       |
| 2.      | Kim Batten      | Stany Zjednoczone | 52,77 |       |
| 3.      | Karin Janke     | Niemcy            | 52,83 |       |
| 4.      | Regula Zürcher  | Szwajcaria        | 53,76 |       |

Bieg 2
| Miejsce | Zawodniczka         | Państwo  | Wynik | Uwagi |
| ------- | ------------------- | -------- | ----- | ----- |
| 1.      | Sandie Richards     | Jamajka  | 51,86 | NR    |
| 2.      | Tatjana Aleksiejewa | Rosja    | 51,97 |       |
| 3.      | Jillian Richardson  | Kanada   | 52,15 |       |
| 4.      | Ester Goossens      | Holandia | 52,73 | NR    |

Bieg 3
| Miejsce | Zawodniczka      | Państwo           | Wynik | Uwagi |
| ------- | ---------------- | ----------------- | ----- | ----- |
| 1.      | Jearl Miles      | Stany Zjednoczone | 51,76 |       |
| 2.      | Sandra Myers     | Hiszpania         | 52,10 |       |
| 3.      | Tatjana Ledowska | Białoruś          | 53,24 | NR    |
| 4.      | Deon Hemmings    | Jamajka           | 53,59 |       |
| 5.      | Donalda Duprey   | Kanada            | 54,52 |       |

### Finał
Źródło: 
| Miejsce | Zawodniczka         | Państwo           | Wynik | Uwagi |
| ------- | ------------------- | ----------------- | ----- | ----- |
| 01 !    | Sandie Richards     | Jamajka           | 50,93 | NR    |
| 02 !    | Tatjana Aleksiejewa | Rosja             | 51,03 | NR    |
| 03 !    | Jearl Miles         | Stany Zjednoczone | 51,37 | PB    |
| 4.      | Sandra Myers        | Hiszpania         | 51,45 |       |
| 5.      | Renée Poetschka     | Australia         | 52,29 |       |
| 6.      | Kim Batten          | Stany Zjednoczone | 52,70 |       |